# Eye of the Tiger
«Eye of the Tiger» es una famosa canción hard rock del grupo de rock estadounidense Survivor, y pertenece al álbum de mismo nombre. Salió al mercado el 29 de mayo de 1982 y fue escrita a petición de Sylvester Stallone para la película Rocky III por Frankie Sullivan y Jim Peterik e incluida en la banda sonora de la misma.
La canción encabezó la lista Billboard Hot 100 durante seis semanas a partir del 24 de julio de 1982. Fue precedida por «Don't You Want Me» de The Human League y seguida por «Abracadabra» de la Steve Miller Band. También encabezó la Mainstream Rock Tracks. «Eye of the Tiger» también alcanzó el número uno en el Reino Unido, Irlanda y Australia. La canción ganó un Grammy Award y fue votada como mejor canción por el People's Choice Awards. El sencillo fue galardonado con disco de platino por la Recording Industry Association of America en 1982, lo que representa 2 millones de copias vendidas en los Estados Unidos.
Esta canción se encuentra disponible en los videojuegos musicales Guitar Hero: World Tour y Rock Band 2.
A finales de 2008 se emplea una versión cantada por Chiara Mastroianni en la película Persépolis. En España, una versión del tema fue utilizada en un anuncio de la compañía de seguros Mutua Madrileña. En 2003, el productor musical alemán de EDM, DJ Quicksilver, tomó muestras de la melodía original de "Eye Of The Tiger" para su canción "Rising Up". El total de ventas tras la publicación del sencillo más las descargas digitales suman un total de más de 9 millones de copias, lo que hace que «Eye of the Tiger» sea uno de los sencillos más vendidos de todos los tiempos.
El 2 de septiembre de 2013 la revista Billboard publicó su lista Hot 100 55th Anniversary: The All-Time Top 100 Songs donde se ubicó en la posición número 23.

## Historia y descripción musical
Tony Scotti puso algunos de los temas de Survivor a Sylvester Stallone, que se dio cuenta de que el estilo de las canciones de la banda era el que buscaba para su película. Entonces dejó un mensaje en el contestador automático de Jim Peterik y Frankie Sullivan (los principales compositores de Survivor), que alucinaron cuando escucharon la voz de Stallone pidiéndoles participar en la composición de la banda sonora de su nueva película.

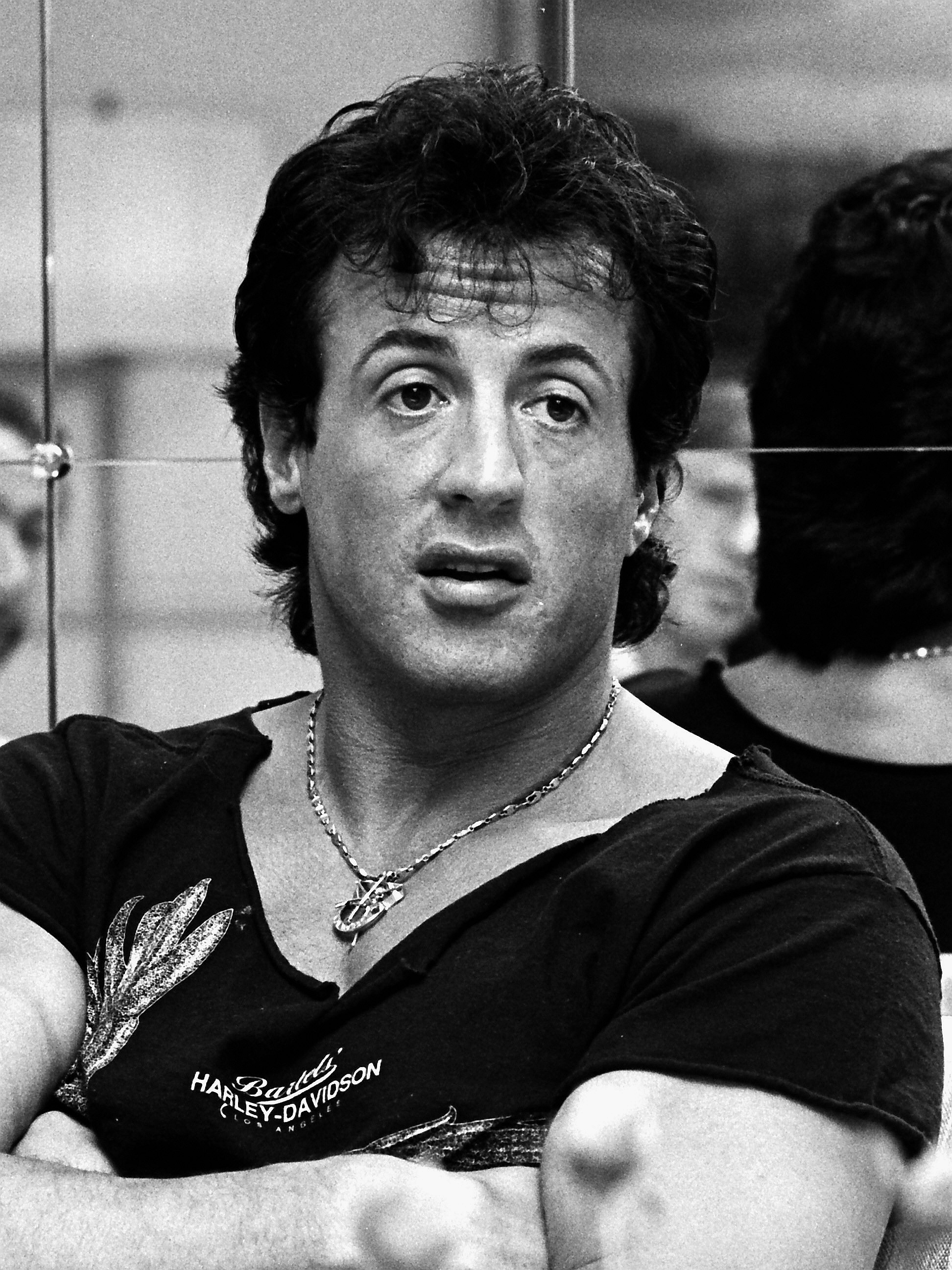
Stallone le pidió al grupo que compusiera un tema central para su película.

Peterik y Sullivan aceptaron el reto encantados y pronto recibieron una copia de la película «Rocky III», para que viéndola pusieran música a sus escenas. Stallone quería desmarcarse de la música que había formado parte de sus dos anteriores películas, que estaba formada por temas bastante conocidos, pues era el momento de adueñarse del mercado joven, y para eso necesitaba a un grupo moderno como Survivor.

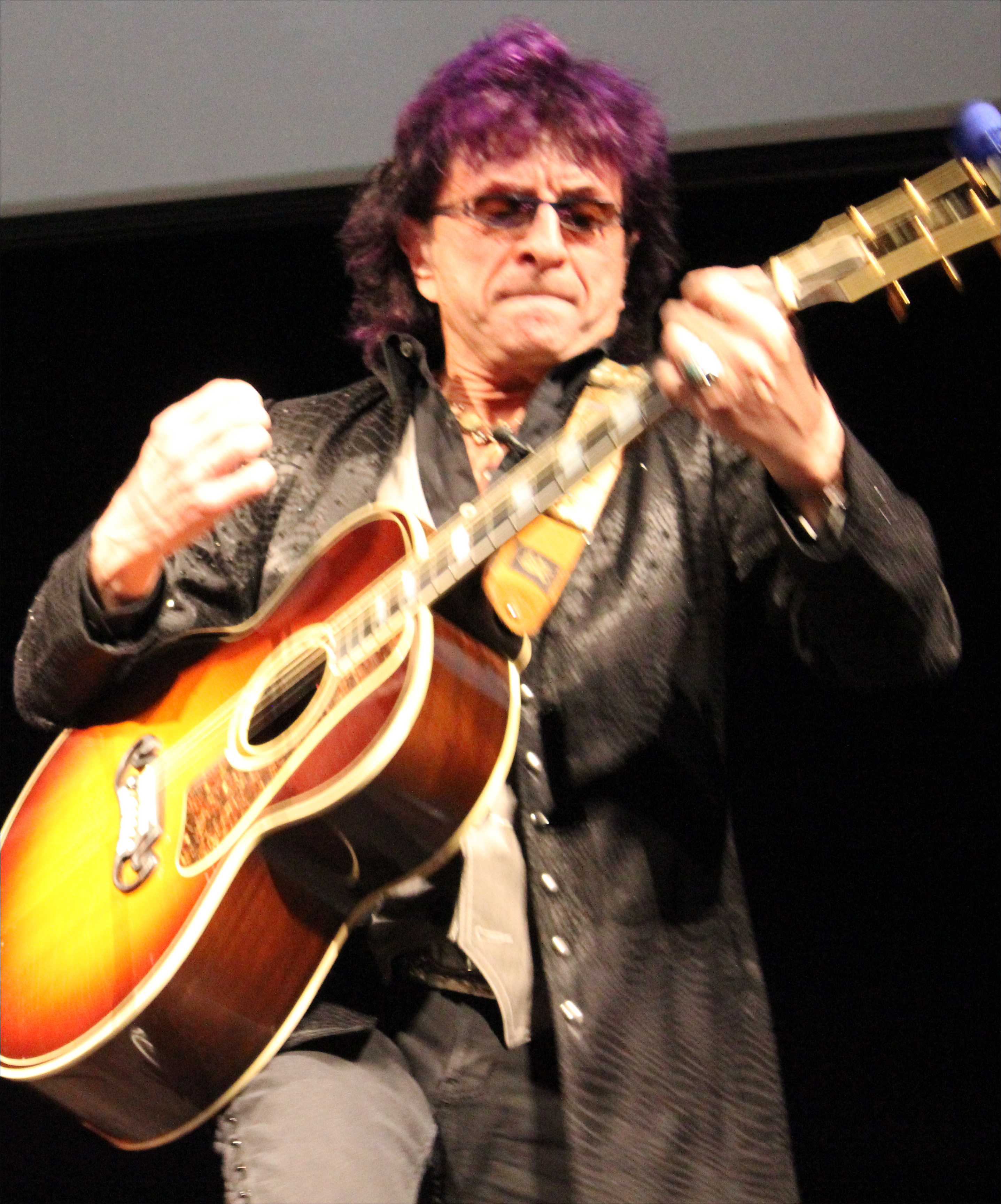
Jim Peterik (foto) y Frankie Sullivan fueron los principales compositores de Eye of the Tiger.

Había una parte de la película que Stallone consideraba la más importante, y quería que la música fuese la coreografía de las imágenes. En la copia que recibieron los Survivor, la canción que Stallone había colocado de muestra era «Another one bites the dust» de Queen. La canción quedaba muy bien con la escena, y hasta los mismos Survivor intentaron convencer a Stallone de que no había por qué cambiarla. Este fue sincero y contestó que a él también le parecía perfecta, pero que era imposible conseguir los derechos de la canción de Queen.
En una entrevista con Songfacts, Peterik explica el motivo del título de la canción:

Al principio pensamos que llamarlo Eye of the Tiger era demasiado obvio. El proyecto inicial de la canción era 'Es el ojo del tigre, que es la emoción de la lucha, se levanta el espíritu de nuestro rival, y el último superviviente conocido acecha a su presa en la noche. Todo se relacionaba con la supervivencia, por eso la íbamos a llamar "Survival". En el esquema de la rima, se puede decir que habíamos creado 'rival' para rimar con "Survival". Al final del día, nos dijimos ¿Estamos locos? Ese título es tan fuerte, y 'rival' no tiene por qué ser una rima perfecta con la palabra "tiger". Tomamos la decisión correcta y le pusimos "Eye of the Tiger".

Así que Peterik y Sullivan pusieron manos a la obra, empezaron con el mítico riff de guitarra, que secuenciaba perfectamente los puñetazos de los boxeadores en la pantalla.
Para la letra utilizaron algunas frases de la primera película de Rocky, y el hilo argumental de la que tenían entre manos, en el que por cierto se vieron reflejados, porque ellos como Rocky, también luchaban por llegar a la cima a pesar de las dificultades que se encontraban por el camino.

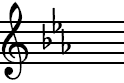
«Eye of the Tiger» está compuesta en la tonalidad de do menor.

En un solo día ya tenían compuesta la mayor parte de la canción, y en los dos días siguientes se acabó completando, el título de la canción «The eye of the tiger», se extrajo de la secuencia en que Apollo Creed, el amigo del entrenador ya fallecido de Rocky, le anima a dejar la mala vida que lleva y que luche porque vuelva su mirada de tigre, y esas ganas que había perdido de ser campeón.
El grupo entregó la maqueta de Eye of the Tiger, a Stallone, que quedó bastante contento, aunque sugirió dos cosas: Primero que las baterías sonasen más fuertes y poderosas, y segundo que se añadiese una cuarta estrofa a la canción. Como el grupo confiaba mucho en el actor, aceptó las propuestas de este, y el tema fue remezclado.
Esta colaboración fue fructífera, ya que la canción se integró perfectamente en el contexto de la película, y el éxito no se hizo esperar. Logró los primeros puestos en todas las emisoras radiofónicas y obtuvo un gran resultado en ventas.
A grandes rasgos, Rocky III, responsable de popularizar la canción "Eye of the Tiger" y poner el AOR en la cima, muestra una situación muy distinta a la del comienzo. Podemos ver a un Rocky que se encuentra en la cumbre de su carrera. Es el campeón de los pesos pesados tras derrotar a Apollo Creed en Rocky II, y la fama-fortuna amasadas relegan los entrenamientos a un segundo plano. La vida de Rocky es tranquila y mediática hasta que un joven aspirante reencarnado en el enorme Mr. T le hace poner los pies en la tierra.

## Demanda
La compañía Rude Music —propiedad de Frankie Sullivan, uno de los miembros fundadores de Survivor— interpuso una demanda, en la que alega "una violación de los derechos de autor" por parte de la campaña de Gingrich, que utilizó "en actos públicos una composición musical sobre la que Rude Music tiene los derechos".

## Lista de canciones
| Vinilo de 7" Europa y Reino Unido 1. «Eye of the Tiger» 3:45 2. «Take You on a Saturday» 4:05 Vinilo de 12" y maxisencillo Alemania 1. «Eye of the Tiger» 4:04 2. «Take You on a Saturday» 4:06 Vinilo de 12", maxisencillo, Promo y Edición Limitada Francia 1. «Eye of the Tiger» 5:58 2. «Eye of the Tiger» 5:58 Vinilo de 7" Estados Unidos 1. «Eye of the Tiger» 3:45 2. «Take You on a Saturday» 4:06 | Vinilo de 7" Reedición Alemania 1. «Eye of the Tiger» 3:45 2. «Take You on a Saturday» 4:06 Sencillo CD y Mini Estados Unidos 1. «Eye of the Tiger» 3:45 2. «Burning Heart» 3:51 |

## Créditos
| Créditos y personal: Créditos adaptados a las notas del álbum - Dave Bickler: voz - Frankie Sullivan: guitarra eléctrica - Marc Doubray: batería - Jim Peterik: piano, teclado electrónico - Stephan Ellis: bajo - Mick Clink, Phil Sonnano: ingenieros - Frankie Sullivan - Jim Peterik - Artie Kornfield: coproductor - Phil Sonnano: coproductor asistente |

## Listas de popularidad y certificaciones
| País           | Lista (1982)               | Mejor posición |
| -------------- | -------------------------- | -------------- |
| Alemania       | Media Control AG           | 13             |
| Australia      | Kent Music Report          | 8              |
| Austria        | Ö3 Austria Top 40          | 2              |
| Bélgica        | Belgian Singles Chart      | 32             |
| Canadá         | RPM                        | 1              |
| España         | Los 40 Principales         | 1              |
| Estados Unidos | Billboard Hot 100          | 1              |
| Estados Unidos | Mainstream Rock Tracks     | 1              |
| Estados Unidos | Adult Contemporary         | 27             |
| Estados Unidos | Dance Music/Club Play      | 59             |
| Finlandia      | Suomen virallinen lista    | 1              |
| Francia        | SNEP Charts                | 3              |
| Irlanda        | Irish Singles Chart        | 1              |
| Italia         | FIMI                       | 3              |
| Noruega        | VG-lista                   | 1              |
| Nueva Zelanda  | RIANZ                      | 4              |
| Países Bajos   | Dutch Top 40               | 2              |
| Reino Unido    | UK Singles Chart           | 1              |
| Sudáfrica      | South Africa Singles Chart | 1              |
| Suecia         | Hitlistan                  | 5              |
| Suiza          | Schweizer Hitparade        | 6              |

| Lista (2007)                              | Máxima posición |
| ----------------------------------------- | --------------- |
| Suiza (Schweizer Hitparade)               | 80              |
| Reino Unido (The Official Charts Company) | 47              |
| Lista (2008)                              | Máxima posición |
| Suiza (Schweizer Hitparade)               | 83              |
| Lista (2009)                              | Máxima posición |
| Suiza (Schweizer Hitparade)               | 77              |
| Lista (2010)                              | Máxima posición |
| Suecia (Sverigetopplistan)                | 50              |
| Lista (2011)                              | Máxima posición |
| Francia (SNEP)                            | 62              |
| Lista (2012)                              | Máxima posición |
| Francia (SNEP)                            | 162             |
| Lista (2013)                              | Máxima posición |
| Austria (Ö3 Austria Top 40)               | 74              |
| Reino Unido (The Official Charts Company) | 65              |

| Fin de la década (1980–1989) | Posición |
| ---------------------------- | -------- |
| U.S. Billboard Hot 100       | 5        |

| País            | Organismo certificador | Certificación                         | Ventas                                        |
| --------------- | ---------------------- | ------------------------------------- | --------------------------------------------- |
| Canadá          | CRIA                   | 2× Platino                            | 200 000                                       |
| Estados Unidos  | RIAA                   | Platino x2 Platino (digital) Oro (MT) | 2 000 3 492 000 (digital) 500 000 (ringtones) |
| Francia         | SNEP                   | Oro                                   | 873 000                                       |
| Italia          | FIMI                   | Platino                               | 30 000                                        |
| Japón           | RIAJ                   |                                       | 244 000                                       |
| Reino Unido     | BPI                    | Oro                                   | 1 410 000                                     |
| Ventas totales: |                        |                                       | 8 749 000                                     |

### Sucesión en listas
| Predecesor: «Caught Up in You» de 38 Special           | Billboard Mainstream Rock Tracks — Sencillo N.º 1 3 de julio de 1982 – 31 de julio de 1982 | Sucesor: «Think I'm in Love» de Eddie Money         |
| Predecesor: «Don't You Want Me» de The Human League    | Billboard Hot 100 — Sencillo N.º 1 24 de julio de 1982 – 28 de agosto de 1982              | Sucesor: «Abracadabra» de Steve Miller Band         |
| Predecesor: «Come On Eileen» de Dexys Midnight Runners | UK Singles Chart — Sencillo N.º 1 4 de septiembre de 1982 – 25 de septiembre de 1982       | Sucesor: «Pass the Dutchie» de Musical Youth        |
| Predecesor: «Abracadabra» de Steve Miller Band         | Kent Music Report — Sencillo N.º 1 20 de septiembre de 1982 – 25 de octubre de 1982        | Sucesor: «Come On Eileen» de Dexys Midnight Runners |
| Predecesor: «Abracadabra» de Steve Miller Band         | European Hot 100 — Sencillo N.º 1 9 de octubre de 1982 – 29 de octubre de 1982             | Sucesor: «Words» de F.R. David                      |

## Canciones relacionadas
- Stairway to Heaven
- Hotel California
- Please Don't Go
- Wish You Were Here